# Carelia septentrional
La reserva de la biosfera de Carelia septentrional (en inglés, North Karelia Biosphere Reserve) se encuentra en el noreste de Joensuu, en territorio de Finlandia limítrofe con Rusia. Fue declarada en el año 1991. 

## Características
Abarca una extensión total de 350.000 hectáreas. Lo administra una autoridad provincial bajo dependencia del Ministerio de Medio Ambiente de Finlandia. Lieksa es una localidad cercana.
El paisaje es en líneas generales llano. Se encuentra a una altitud que va entre los 115 a los 288 m s. n. m.. Tiene algunas colinas de morrenas con bosques, a las que se llama "vaara", además de formaciones de origen glaciar, turberas y lagos. Su principal ecosistema es bosques boreales de acículas. Entre las especies que crecen en estos bosques, cabe citar: pino escocés, picea, abedul, abedul blanco y álamo temblón; en lugares más húmedos puede encontrarse Alnus incana, que es una especie de aliso. Hay zonas pantanosas en las que no crecen los árboles pero sí, en cambio, otras especies vegetales, como arándano rojo pequeño, arándano palustre y Andrómeda polifolia. En los lagos y ríos hay alisos, arroyuelas y casidas. 
La población es escasa, y sus principales actividades son la silvicultura y la agricultura. Esto influye en la vegetación que hay en las zonas dominadas por las actividades humanas. Así, donde se cultiva la tierra crecen cereales como el trigo, la avena o la cebada; también se cultivan patatas. En bosques dedicados a la silvicultura predominan el pino escocés, la picea y el abedul.